# Spielzeugsammlung Waldfee
| Spielzeugsammlung Waldfee            | Spielzeugsammlung Waldfee                                             |
| ------------------------------------ | --------------------------------------------------------------------- |
| Spielzeugsammlung Waldfee in Wald AR |                                                                       |
| Ort                                  | Oberdorf 45 9044 Wald AR                                              |
| Eröffnung                            | 1987                                                                  |
| Betreiber                            | privat                                                                |
| Leitung                              | Gabriele Müller Gloor                                                 |
| Website                              | www.puppenmuseum.ch                                                   |
| Öffnungszeiten                       | Mai–Oktober jeden 1. Sonntag im Monat 14–17 Uhr oder auf Voranmeldung |

Die Spielzeugsammlung Waldfee in Wald im Schweizer Kanton Appenzell Ausserrhoden beherbergt eine Sammlung von antiken Puppen, rituellen Figuren und Spielzeugen aus aller Welt.

## Geschichte
Gabriele Müller Gloor bereiste einst als Flight Attendant die Welt und erwarb auf diesen Reisen hunderte von Trachten- und Souvenirpuppen. Bekannte brachten ihr von ihren Reisen ebenfalls zahlreiche landestypische Puppen mit. Die Sammlerin war zudem leidenschaftlich auf Flohmärkten und in Brockenhäusern auf der Suche nach Puppen. So entstand über die Jahre eine grosse Kollektion. 1987 richtete sie im ehemaligen Webkeller ihres Hauses in Wald AR das Puppenmuseum Waldfee ein. Als der Platz nicht mehr ausreichte, wurde die Scheune zum Museum ausgebaut. Eröffnung war 1991. Seither ergänzen auch Gesellschaftsspiele und antike Spielzeuge die Ausstellung. Um dem erweiterten Spektrum gerecht zu werden, wurde das Puppenmuseum 2015 in Spielzeugsammlung Waldfee umbenannt.

## Gebäude
Das etwa 250 Jahre alte Appenzellerhaus im Dorfkern von Wald war früher einmal das Restaurant «Hörnli», dann eine Metzgerei und später eine Sparkasse. Das Ehepaar Müller Gloor hat das Haus 1983 gekauft und 1987 den ehemaligen Webkeller für die Puppensammlung ausgebaut. 1991 zog das Museum in die angrenzende Scheune um, die zu einem Museum auf drei Etagen umgestaltet worden war.

## Sammlung
Die Sammlung umfasst weit mehr als 10'000 Puppen aus aller Welt: antike Puppen, Souvenirpuppen, Trachtenpuppen, rituelle Figuren etc. Dazu kommen Gesellschaftsspiele und anderes Spielzeug aus den vergangenen zwei Jahrhunderten. Die Sammlung wird laufend weiter ergänzt.

## Dauerausstellung

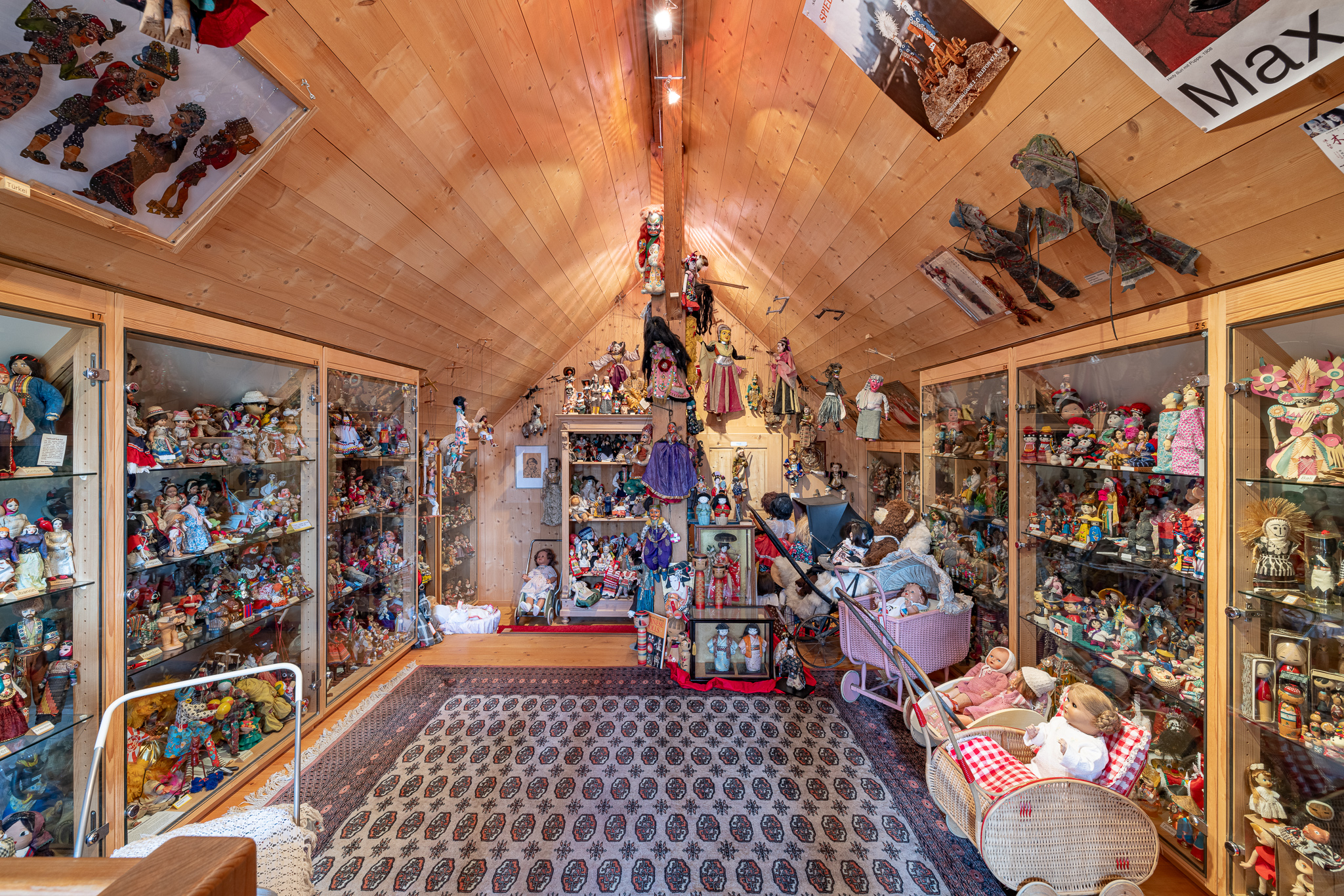
Blick in den Dachstock mit Puppen aus aller Welt

Der ursprüngliche Kern der Puppensammlung ist heute unter dem Dach untergebracht: Puppen aus aller Welt. Es sind nicht alle Länder vertreten, aber alle Erdteile. Puppen gibt es in allen Kulturen der Welt, und die Exponate spiegeln die kulturellen Unterschiede: Es gibt kühle Dekorationspuppen aus Japan neben Leder- und Stoffpuppen aus Namibia und farbenfrohen Puppen der Indigenen aus Südamerika. Ein Blickfang sind die Marionetten aus Burma mit ihren zahlreichen beweglichen Gliedern – menschliche Figuren, aber auch ein Marionetten-Elefant.
Im ersten Stock sind antike Puppen und Spielzeug ausgestellt. Die kostbaren alten Puppen in den Puppenwagen sind sorgfältig ausstaffiert mit Spitzenkleidern, exquisiten Frisuren und dekorierten Hüten. Es gibt eine Sammlung von Celluloid-Puppen aus den 1950er-Jahren der Marke Schildkröt, eine Vitrine mit Puppen von Käthe Kruse, eine zu Sasha Morgenthaler, eine mit Steiff-Tieren etc. Dem Schweizer «Chaschperli» stehen Figuren der Augsburger Puppenkiste und des Marionettentheaters Chemnitz gegenüber. Eine Vitrine versammelt Figuren aus Kinderbüchern wie das Rösslein Hü oder den schwarzen Golliwog. Dazwischen gibt es Puppengeschirr, Puppenkleider und auch Puppenstuben, darunter ein Jugendstil-Krämerladen aus Urnäsch. Und in diesem Museum ist selbst das Treppenhaus bevölkert: mit Maisblätter-Puppen aus Tschechien bis hin zu den Trachtenpuppen des Gaiser Zahnarztes Karl Glunk.

## Spezielle Exponate
- Ein besonders kostbares Objekt ist Charlotte, eine Puppe von etwa 1840, mit der einst Sophie Taeuber spielte. Die etwa 50 cm grosse Puppe wurde später an Elisabeth Pletscher weitergegeben, die sie 1995 der «Waldfee» schenkte. Zur Puppe gehört auch ein Überseekoffer mit einer Kleiderausstattung.
- Der Berner Künstlerin Sasha Morgenthaler ist eine eigene Vitrine gewidmet. Ab 1943 entwickelte sie ihre berühmten Puppen, die zunächst teure Originale waren und später in Serie hergestellt wurden. Die Spielzeugsammlung zeigt Sasha-Puppen aus verschiedenen Jahrzehnten.
- Wayang Golek sind traditionelle indonesische Stabpuppen mit realistischen, aber auch maskierten Gesichtern aus Holz und mit charakteristischen Kostümen. Eine Kollektion davon ist im Dachgeschoss zu sehen.

## Bilder

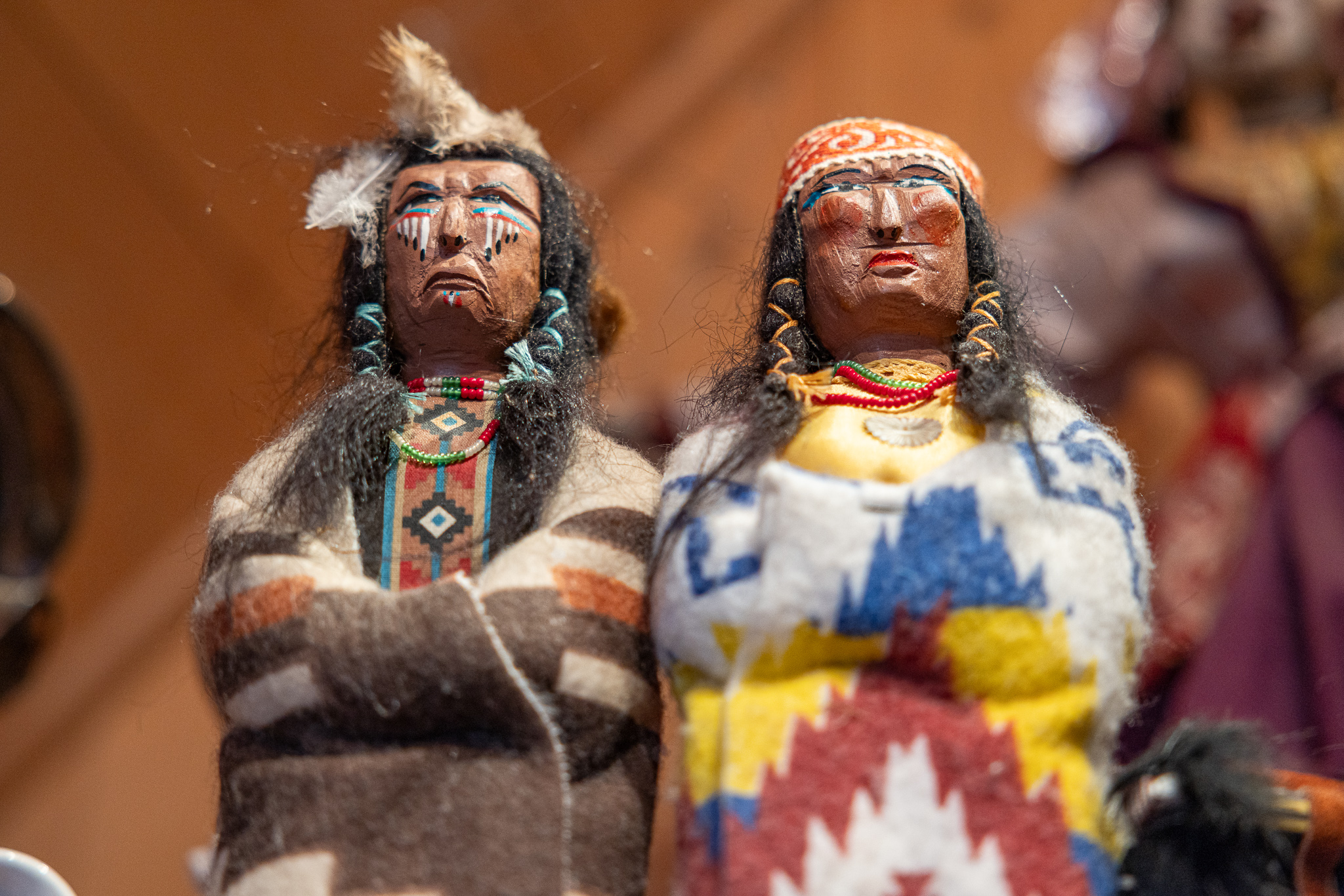
Souvenirpuppen von Indigenen
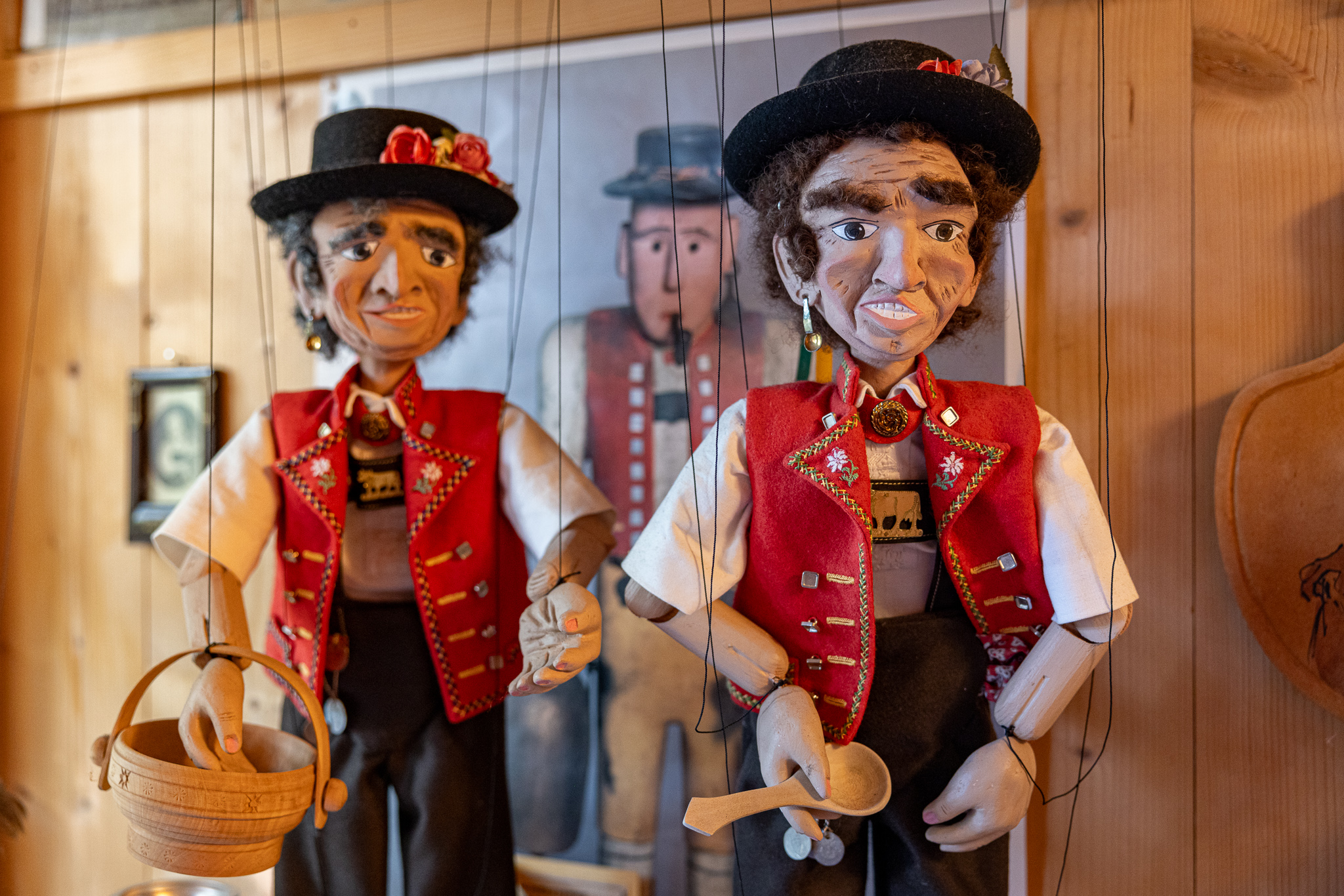
Marionetten in Appenzeller Trachten
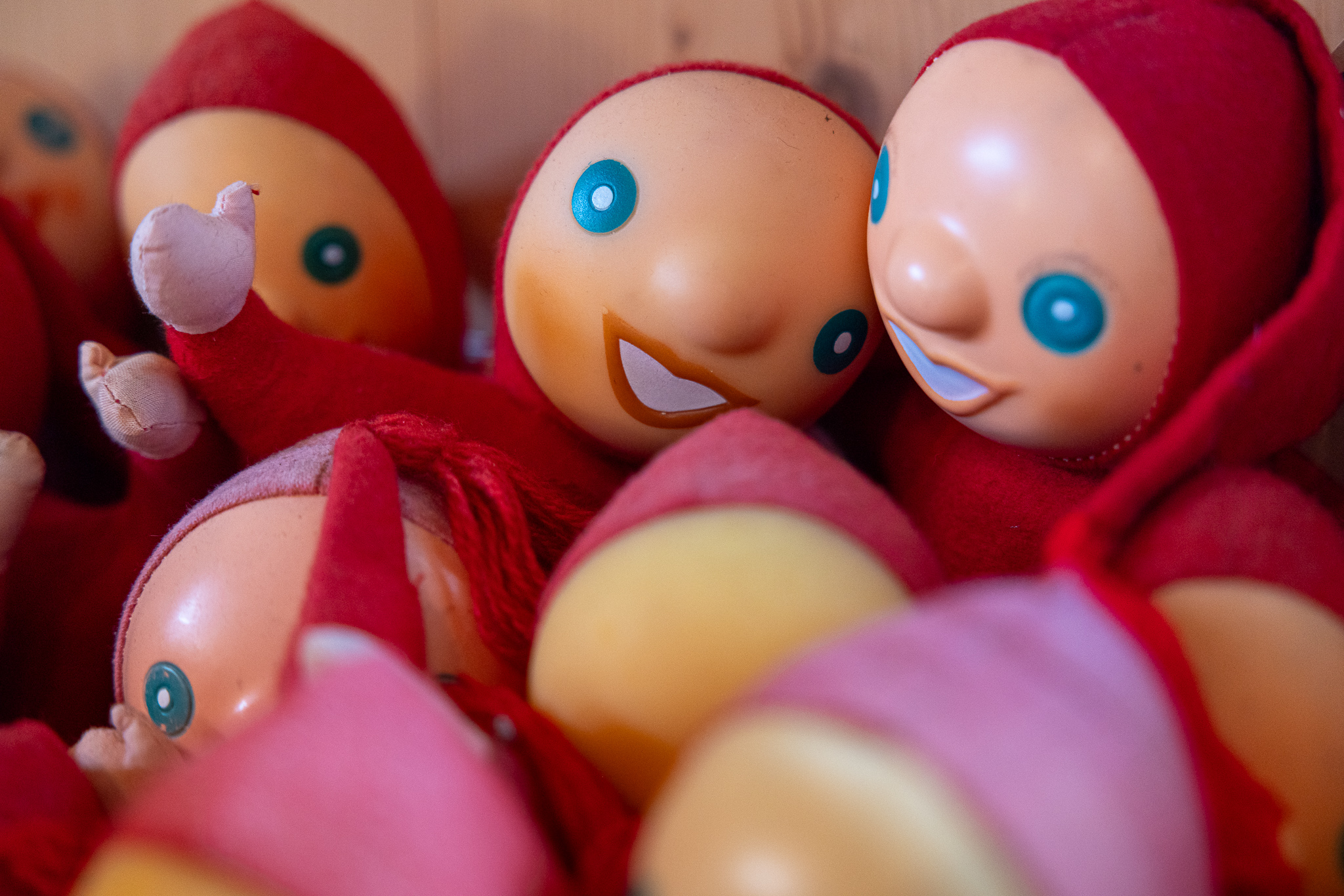
Knorrli, eine Marketingidee von Knorr aus den 1940er-Jahren
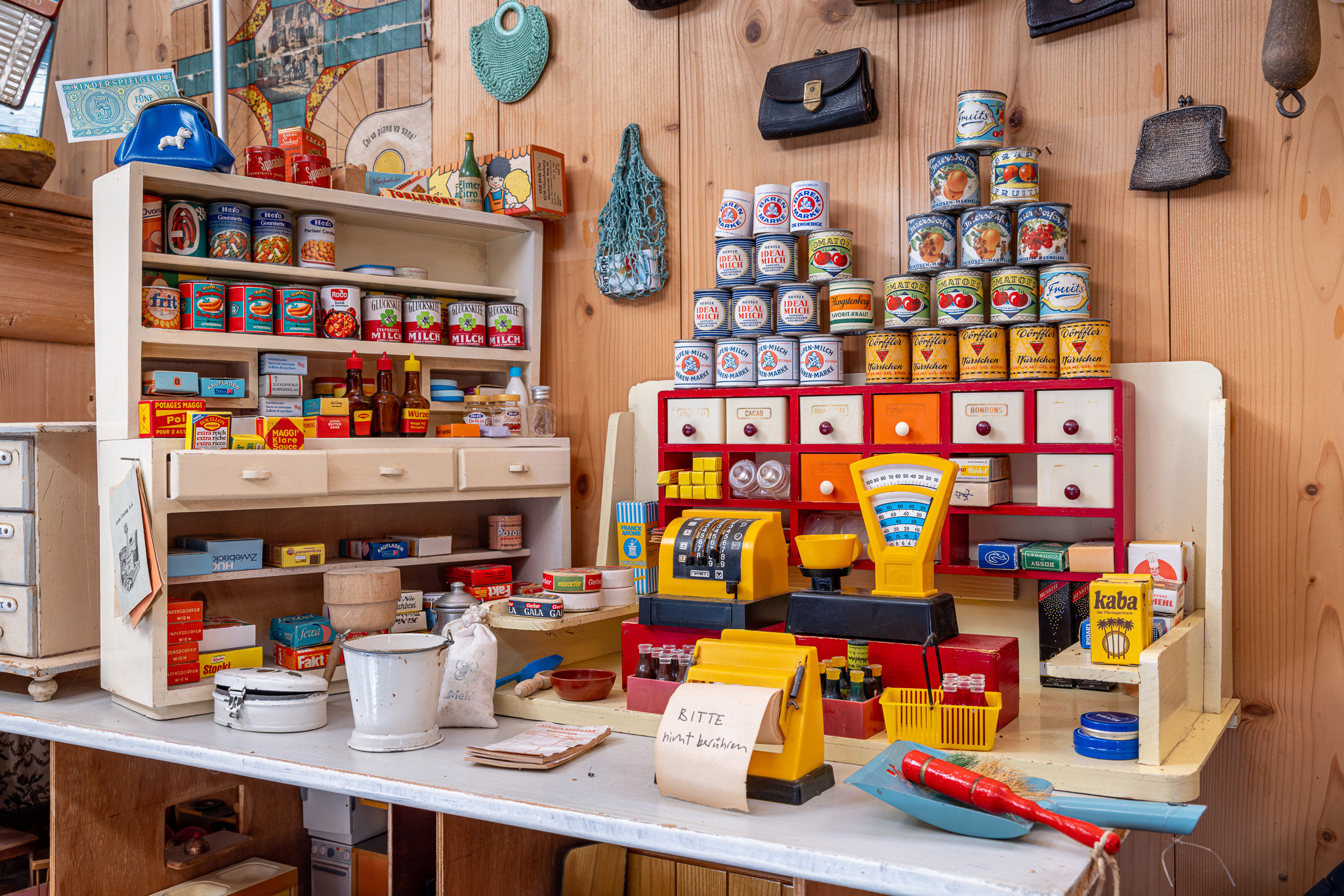
Klassischer Krämerladen mit Schweizer Markenprodukten
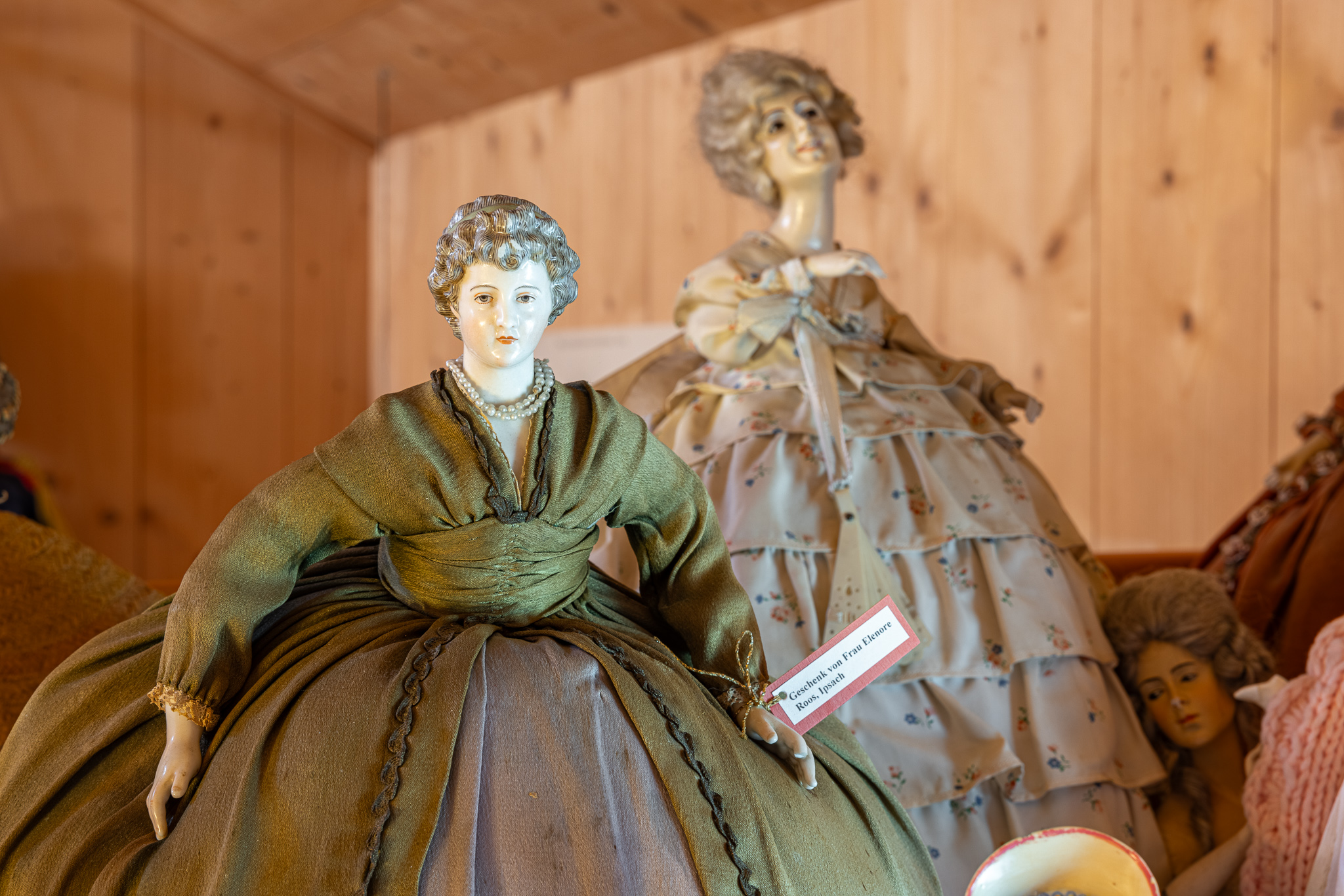
Englische Teepuppen hielten Teekannen warm